# Sant Joan d'Albera
Sant Joan d'Albera és un poble de la comuna vallespirenca de l'Albera, a la Catalunya del Nord.
És a 537,4 m d'altitud, a la zona central-nord del terme comunal, als peus del Puig de Sant Cristau.
La seva església romànica de Sant Joan, del segle xi, exerceix de parroquial de tot el terme comunal de l'Albera. A prop i al nord de l'església de Sant Joan hi ha la Casa de la Vila d'aquesta comuna.
A més, a Sant Joan d'Albera, també pertanyen a aquest veïnat dispers el Mas Baixès (ara en ruïnes), el Mas Claret, abans Verdeguer, el Mas de l'Esquerrà, el Mas de la Garriga, el Masot, el Mas de la Molinera, abans Mas d'en Neu, el Mas Quirc, abans Justafré, la Rajoleria, o Casot de la Rajoleria, el Mas de Sant Joan (en ruïnes), el Mas de la Siureda, el Mas d'en Trinxet, o de la Ruireda, i el Monestir de les Ermites de Maria, situat a l'antic Mas Barda, o Mas Mallart, i, al límit de la comuna, al nord-oest, el Mas de l'Anglada. Prop del poblet, al nord-oest, hi ha el dolmen anomenat Balma de na Cristiana.